# Brycinus grandisquamis
Brycinus grandisquamis är en fiskart som först beskrevs av Boulenger, 1899.  Brycinus grandisquamis ingår i släktet Brycinus och familjen Alestidae. IUCN kategoriserar arten globalt som livskraftig. Inga underarter finns listade.